# 奇跡の教室
『奇跡の教室』（きせきのきょうしつ）は、2014年6月28日の21:00 - 22:54（JST）に、日本テレビ系列で放送された、単発スペシャルのテレビドラマ。
サブタイトルは「〜その時、仏が舞い降りた!〜」。
実家の寺の僧侶を辞めた39歳の主人公が、予備校に転職して新人講師として働くストーリー。平均視聴率は11.1%（ビデオリサーチ調べ、関東地区）。

## キャスト

### 東京中央アカデミー
- 柳 州二（現代文講師） - 織田裕二（日テレ系TVドラマ初主演）
- 恩田 哲雄（数学講師） - 竹中直人
- 腰野 博子（英語講師） - 横山めぐみ
- 森 秀行（現代文講師） - ヒャダイン
- 東山 恭二（古文講師） - 前川泰之
- 阿部 祐二郎（講師） - 阿部祐二
- 半田 勝也（現代文講師） - 篠井英介
- 鴨志田 二郎（数学講師） - 鈴木浩介
- 西川 久（現代文講師） - 速水もこみち
- 南野 嵐子（英語講師） - 倉科カナ
- 正田 レイコ（受講生） - 高畑充希
- 播磨 敏行（事務局長） - 渡辺いっけい
- 菅野（チューター） - 夙川アトム
- ミキ（事務職員） - 安藤美姫
- ハルカ（事務職員） - 原史奈
- エミコ（事務職員） - 川村エミコ（たんぽぽ）
- クミコ（事務職員） - 白鳥久美子（たんぽぽ）
- アサミ（事務職員） - 水卜麻美
- 受講生 - 小田原伶実、櫻井保幸

### その他
- 柳 忠助（州二の父、柳楽寺住職） - 伊武雅刀
- 柳楽寺修行僧 - 澤部佑（ハライチ）
- 権田 一郎（借金取り） - 泉谷しげる
- キャバクラ嬢 - 名雪佳代
- 銭湯の番台のおばさん - 青木和代
- 木口亜矢
- 杉浦亜衣
- 矢沢祐介
- 福山翔大
- 西崎あや
- 山地まり
- 森慎太郎（どぶろっく）
- 江口直人（どぶろっく）
- 鈴木奈々
- ナレーション - 藤田淑子

## スタッフ
- 脚本：山名宏和、吹原幸太
- 演出・プロデュース：栗原甚
- 脚本協力：林田晋一
- ブレーン：山田真哉
- 演出ブレーン：大澤宏一郎、中原芳
- 美術デザイン -高野雅裕
- 音楽：ゲイリー芦屋、永田太郎
- 特殊メイク：江川悦子
- 技術協力：NiTRo、池田屋
- 美術協力：日テレアート
- 編集・MA：ザ・チューブ
- チーフプロデューサー：神蔵克
- プロデューサー：福井宏、池田禎子（ザ・ワークス）、伊藤裕史(AXｰON)、高橋優子（ザ・ワークス）
- 制作協力：ザ・ワークス、AXｰON
- 制作著作：日テレ